# ۱۱ ژانویه
۱۱ ژانویه یازدهمین روز سال گاه‌شماری میلادی است. ۳۵۴ روز (در سال‌های کبیسه ۳۵۵روز) تا پایان سال باقی‌است.

## رویدادها
- ۱۹۲۲ - برای نخستین بار انسولین برای بدن انسان استفاده شد.
- ۲۰۰۷ - ویتنام به سازمان تجارت جهانی پیوست.

## درگذشت‌ها
- ۶۴۲ - یزدگرد سوم، آخرین شاه ساسانی[نیازمند منبع]
- ۸۱۲ - استوراکیوس، امپراتور بیزانس
- ۸۴۴ - میخائیل یکم، امپراتور بیزانس
- ۱۰۵۵ - کنستانتین نهم، امپراتور بیزانس
- ۱۸۸۰ - شورول، شیمی‌دان فرانسوی
- ۲۰۰۸ - ادموند هیلاری، اولین فاتح قله اورست[۱]